# Can Vinyoles (Sant Feliu de Buixalleu)
Can Vinyoles és una masia de Sant Feliu de Buixalleu (Selva) inclosa a l'Inventari del Patrimoni Arquitectònic de Catalunya.

## Descripció
Masia aïllada situada a Gaserans.
L'edifici principal té planta de "T", al que posteriorment s'hi afegí un porxo realitzat amb maó i revoltó (fa aproximadament uns 80 anys). El cos principal té la coberta a doble vessant, i el cos que antigament era utilitzat com a corts té un teulat a doble vessant. D'aquesta part en destaca el treball realitzat en maçoneria i les obertures envoltades amb maó.

## Història
L'única referència documental que es pot relacionar amb aquesta casa és l'esment de les Vinyoles de Gaserans (Can Vinyoles?) amb relació a les morts que va causar la peste el 1653.